# Ендру Дигби
Ендру Џејмс Дигби (енгл. Andrew James Digby; Гоулд Коуст, 5. децембар 1993) натурализовани је тајландски пливач аустралијског порекла, чија ужа специјалност су спринтерске трке слободним стилом на 50 и 100 метара.

## Спортска каријера
Дигби је дебитовао на међународној пливачкој сцени 2018. након промене спортског држављанства, а прво велико међународно такмичење на коме је наступио под заставом Тајланда је било Светско првенство у малим базенима одржано током децембра месеца 2018. у кинеском Хангџоуу.
Годину дана касније дебитовао је и на светским првенствима у великим базенима, а на Првенству које је тада одржано у корејском Квангџуу, пливао је у квалификацијама на 100 слободно (65. место) и 200 слободно (52. место).